# Missió a Taipei
Missió a Taipei (títol original, Weekend in Taipei) és una pel·lícula d'acció del 2024 dirigida per George Huang i coescrita amb Luc Besson. Protagonitzada per Luke Evans, Gwei Lun-mei i Sung Kang, la pel·lícula és una coproducció entre França i Taiwan. Es va gravar i està ambientada a Taipei. Se centra al voltant d'un agent estatunidenc de la DEA (Evans) que es retroba amb una mercenària de Taipei (Gwei) i s'embolica en una relació romàntica amb ella. S'ha doblat i subtitulat al català.
La pel·lícula es va exhibir per primer cop al cinema Vieshow Cinemas Xinyi de Taipei l'1 de setembre de 2024, i es va estrenar als cinemes de França i Taiwan el 25 de setembre del mateix any. La pel·lícula va rebre crítiques en diversos sentits, que van elogiar les seves seqüències d'acció i interpretacions, però van criticar la trama, els personatges i els diàlegs.